# Tzadik Records
Tzadik Records – nowojorska wytwórnia muzyczna założona w 1995 roku m.in. przez Johna Zorna, skupiająca przede wszystkim muzyków wykonujących muzykę awangardową i eksperymentalną – opartą na korzeniach muzyki żydowskiej, zarówno aszkenazyjskiej jak i sefardyjskiej, religijnej jak i świeckiej – we wszelakich odmianach, np. jazz, dub, elektronika, muzyka klezmerska, aranżacje oparte na nigunim.

## Radical Jewish Culture
Na Tzadik wydawana jest seria tematyczna Radical Jewish Culture Johna Zorna, poświęcona współczesnemu rozwojowi muzyki i kultury żydowskiej.